# Élections législatives de 1988 en Tarn-et-Garonne
Les élections législatives françaises de 1988 se déroulent les 5 et 12 juin 1988. Dans le département de Tarn-et-Garonne, deux députés sont à élire dans le cadre de deux circonscriptions.

## Élus
| Circonscription | Député sortant        | Parti                 | Parti                 | Député élu ou réélu | Parti | Parti |
| --------------- | --------------------- | --------------------- | --------------------- | ------------------- | ----- | ----- |
| 1re             | Scrutin proportionnel | Scrutin proportionnel | Scrutin proportionnel | Hubert Gouze        |       | PS    |
| 2e              | Scrutin proportionnel | Scrutin proportionnel | Scrutin proportionnel | Jean-Michel Baylet  |       | MRG   |

## Positionnement des partis
L'UDF et le RPR se présentent unis sous l'étiquette « Union du Rassemblement et du Centre » tandis que les candidats du Parti socialiste se rangent sous la bannière de la « Majorité présidentielle pour la France unie », slogan de la campagne présidentielle de François Mitterrand.

## Résultats

### Résultats à l'échelle du département
| Parti          | Parti                               | Premier tour | Premier tour | Second tour | Second tour | Sièges |
| Parti          | Parti                               | Voix         | %            | Voix        | %           | Sièges |
| -------------- | ----------------------------------- | ------------ | ------------ | ----------- | ----------- | ------ |
|                | Mouvement des radicaux de gauche    | 24 463       | 24,59        |             |             | 1      |
|                | Parti socialiste                    | 23 444       | 23,57        | 28 712      | 52,63       | 1      |
|                | La France unie                      | 47 907       | 48,16        | 28 712      | 52,63       | 2      |
|                |                                     |              |              |             |             |        |
|                | Rassemblement pour la République    | 19 724       | 19,83        | 25 842      | 47,37       | 0      |
|                | Union pour la démocratie française  | 12 218       | 12,28        |             |             | 0      |
|                | Union du Rassemblement et du Centre | 31 942       | 32,11        | 25 842      | 47,37       | 0      |
|                |                                     |              |              |             |             |        |
|                | Front national                      | 11 017       | 11,07        |             |             | 0      |
|                | Parti communiste français           | 8 611        | 8,66         | 0           |             |        |
|                |                                     |              |              |             |             |        |
| Inscrits       | Inscrits                            | 145 435      | 100,00       | 71 958      | 100,00      | 2      |
| Abstentions    | Abstentions                         | 42 316       | 29,1         | 15 882      | 22,07       |        |
| Votants        | Votants                             | 103 119      | 70,9         | 56 076      | 77,93       |        |
| Blancs et nuls | Blancs et nuls                      | 3 642        | 3,53         | 1 522       | 2,71        |        |
| Exprimés       | Exprimés                            | 99 477       | 96,47        | 54 554      | 97,29       |        |

### Résultats par circonscription

#### Première circonscription (Montauban)
| Candidat       | Candidat                   | Parti          | Premier tour | Premier tour | Second tour | Second tour |  |
| Candidat       | Candidat                   | Parti          | Voix         | %            | Voix        | %           |  |
| -------------- | -------------------------- | -------------- | ------------ | ------------ | ----------- | ----------- |  |
|                | Hubert Gouze sortant réélu | PS             | 23 444       | 46,35        | 28 712      | 52,63       |  |
|                | Jean Bonhomme sortant      | RPR (URC)      | 19 724       | 39           | 25 842      | 47,37       |  |
|                | Robert Boirot              | FN             | 4 454        | 8,81         |             |             |  |
|                | Joëlle Greder              | PCF            | 2 957        | 5,85         |             |             |  |
|                |                            |                |              |              |             |             |  |
| Inscrits       | Inscrits                   | Inscrits       | 71 999       | 100,00       | 71 958      | 100,00      |  |
| Abstentions    | Abstentions                | Abstentions    | 20 177       | 28,02        | 15 882      | 22,07       |  |
| Votants        | Votants                    | Votants        | 51 822       | 71,98        | 56 076      | 77,93       |  |
| Blancs et nuls | Blancs et nuls             | Blancs et nuls | 1 243        | 2,4          | 1 522       | 2,71        |  |
| Exprimés       | Exprimés                   | Exprimés       | 50 579       | 97,6         | 54 554      | 97,29       |  |

#### Deuxième circonscription (Castelsarrasin - Moissac)
|                | Jean-Michel Baylet élu | MRG            | 24 463 | 50,03  |  |  |  |
|                | Norbert Magro          | UDF (URC)      | 12 218 | 24,99  |  |  |  |
|                | Évelyne Dutertre       | FN             | 6 563  | 13,42  |  |  |  |
|                | Michel Bonnet          | PCF            | 5 654  | 11,56  |  |  |  |
|                |                        |                |        |        |  |  |  |
| Inscrits       | Inscrits               | Inscrits       | 73 436 | 100,00 |  |  |  |
| Abstentions    | Abstentions            | Abstentions    | 22 139 | 30,15  |  |  |  |
| Votants        | Votants                | Votants        | 51 297 | 69,85  |  |  |  |
| Blancs et nuls | Blancs et nuls         | Blancs et nuls | 2 399  | 4,68   |  |  |  |
| Exprimés       | Exprimés               | Exprimés       | 48 898 | 95,32  |  |  |  |